# Dieudonne Dolassem
Dieudonne Dolassem (Yaundé, 4 de septiembre de 1979) es un deportista camerunés que compitió en judo.
Ganó tres medallas en los Juegos Panafricanos entre los años 2011 y 2019, y trece medallas en el Campeonato Africano de Judo entre los años 2008 y 2018.

## Palmarés internacional
| Juegos Panafricanos | Juegos Panafricanos               | Juegos Panafricanos | Juegos Panafricanos |
| Año                 | Lugar                             | Medalla             | Categoría           |
| ------------------- | --------------------------------- | ------------------- | ------------------- |
| 2011                | Maputo (Mozambique)               | Medalla de bronce   | –90 kg              |
| 2015                | Brazzaville (República del Congo) | Medalla de bronce   | –90 kg              |
| 2019                | Rabat (Marruecos)                 | Medalla de bronce   | –90 kg              |
| Campeonato Africano |                                   |                     |                     |
| Año                 | Lugar                             | Medalla             | Categoría           |
| 2008                | Agadir (Marruecos)                | Medalla de bronce   | Abierta             |
| 2009                | Puerto Louis (Mauricio)           | Medalla de plata    | –90 kg              |
| 2010                | Yaundé (Camerún)                  | Medalla de plata    | –90 kg              |
| 2010                | Yaundé (Camerún)                  | Medalla de bronce   | Abierta             |
| 2011                | Dakar (Senegal)                   | Medalla de bronce   | –90 kg              |
| 2012                | Agadir (Marruecos)                | Medalla de plata    | –90 kg              |
| 2013                | Maputo (Mozambique)               | Medalla de bronce   | Abierta             |
| 2014                | Puerto Louis (Mauricio)           | Medalla de bronce   | Abierta             |
| 2015                | Libreville (Gabón)                | Medalla de plata    | Abierta             |
| 2016                | Túnez (Túnez)                     | Medalla de plata    | Abierta             |
| 2017                | Antananarivo (Madagascar)         | Medalla de plata    | –90 kg              |
| 2017                | Antananarivo (Madagascar)         | Medalla de bronce   | Abierta             |
| 2018                | Túnez (Túnez)                     | Medalla de bronce   | Abierta             |